# Ahmar
De Ahmar was een Arabische stam in het huidige Marokko.
De naam "Ahmar" is afgeleid van Hamriyin (rood). De Ahmar zijn afstammelingen van de Beni Maqil-stam. De stam heeft zich rond de 13e eeuw in Marokko gevestigd, rondom Marrakesh. Hun aanwezigheid rondom Marrakesh dateert uit de 16e eeuw, toen de Saadidynastie de Ahmar recruteerden om de Portugese aanwezigheid langs de kust te bestrijden.